# GA16DE
GA16DE — рядный четырёхцилиндровый двигатель внутреннего сгорания производства японской компании Nissan, который применяется во многих моделях, таких как Nissan Sunny (N14 и B14), Nissan Almera (N15) и Nissan Primera (P10, инжектор, P11 и P11-144) 100 NX. Двигатель имеет сходство с GA14DE за исключением большего рабочего объёма.

## Описание
GA16DE — двигатель рабочим объёмом 1,6 л (1596 см3). В Северной Америке двигатель применялся в моделях Sentra и NX, выпускавшихся с 1991 по 1999 год. Двигатели GA16DE более поздних выпусков имели наиболее «агрессивные» кулачки и прямые впускные отверстия. Несмотря на то, что автомобили с двигателем GA16DE разработаны для экономичности, они также довольно популярны в тюнинг-кругах благодаря плавному диапазону мощности и хорошей реакции на модификации с болтовым креплением. Заводская красная зона составляет 6900 об/мин, а послепродажная настройка увеличивает зону до 7300 об/мин.
В Великобритании двигатель был представлен в первых трёх инкарнациях Nissan Primera, отличаясь хорошей топливной экономичностью и, несмотря на небольшой рабочий объём, достойной производительностью благодаря двойным кулачкам и 16-клапанной конфигурации. В моделях 1.6 Primera, выпускавшихся с 1996 по 1999 год, двигатель развивает мощность 73 кВт (98 л. с.) при 6000 об/мин.
В Австралии двигатель применялся в Nissan Pulsar N14 и N15.
GA16DE также выпускался с соленоидом NVCS (Nissan Variable Cam [timing] System). Он имел пластиковую чёрную крышку клапана с принципиально иной конструкцией корпуса дроссельной заслонки. Мощность двигателя составляла 85 кВт (115 л. с.) при 6400 об/мин, а крутящий момент — 146 Н·м при 4400 об/мин. Соленоид полностью «открывается» при 4000 об/мин.
Диаметр цилиндра и ход поршня составляли 76 мм × 88 мм, а степень сжатия — 9,5:1.